# St. Remigius (Wittersheim)

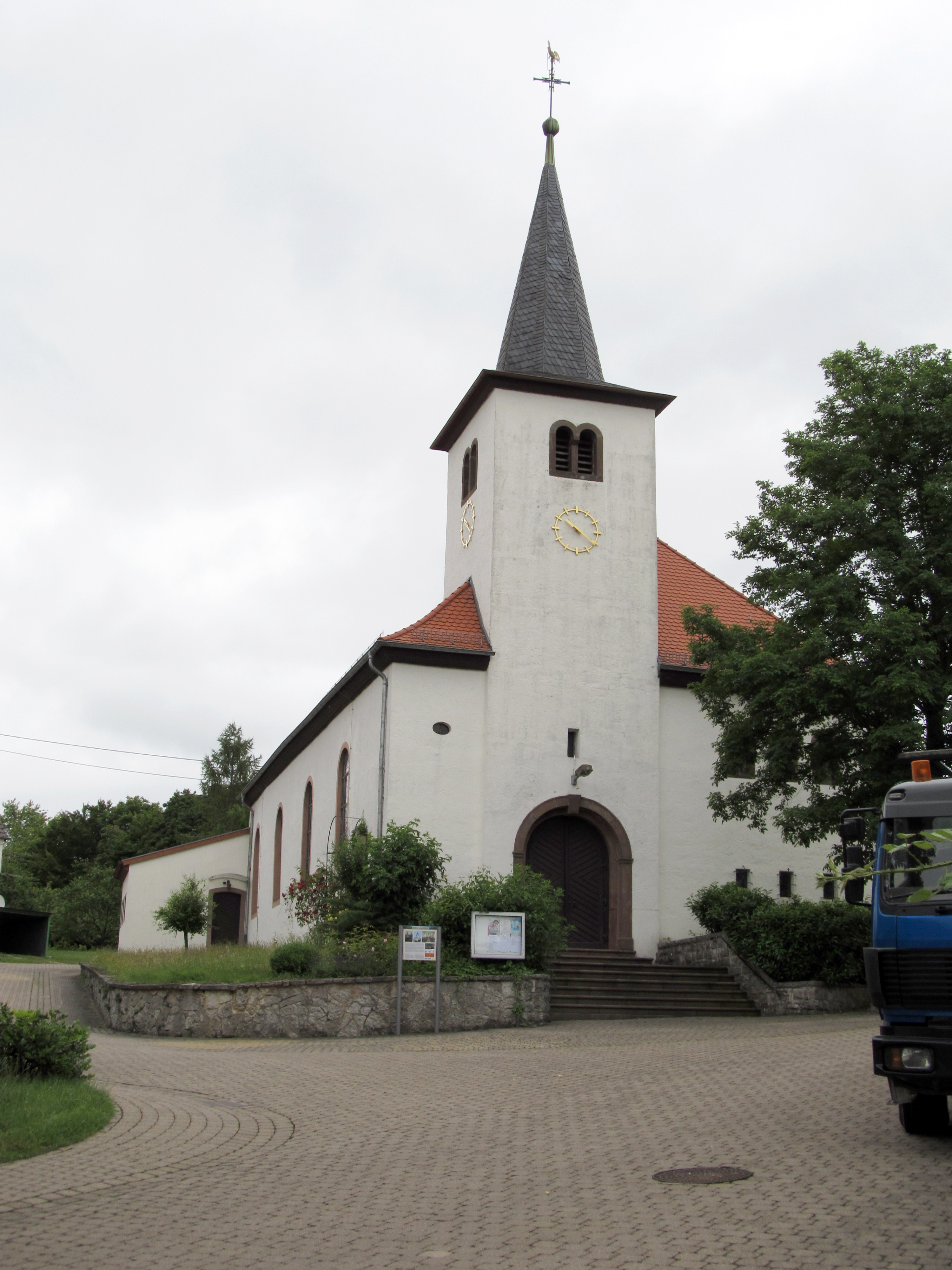
Die Pfarrkirche St. Remigius in Wittersheim

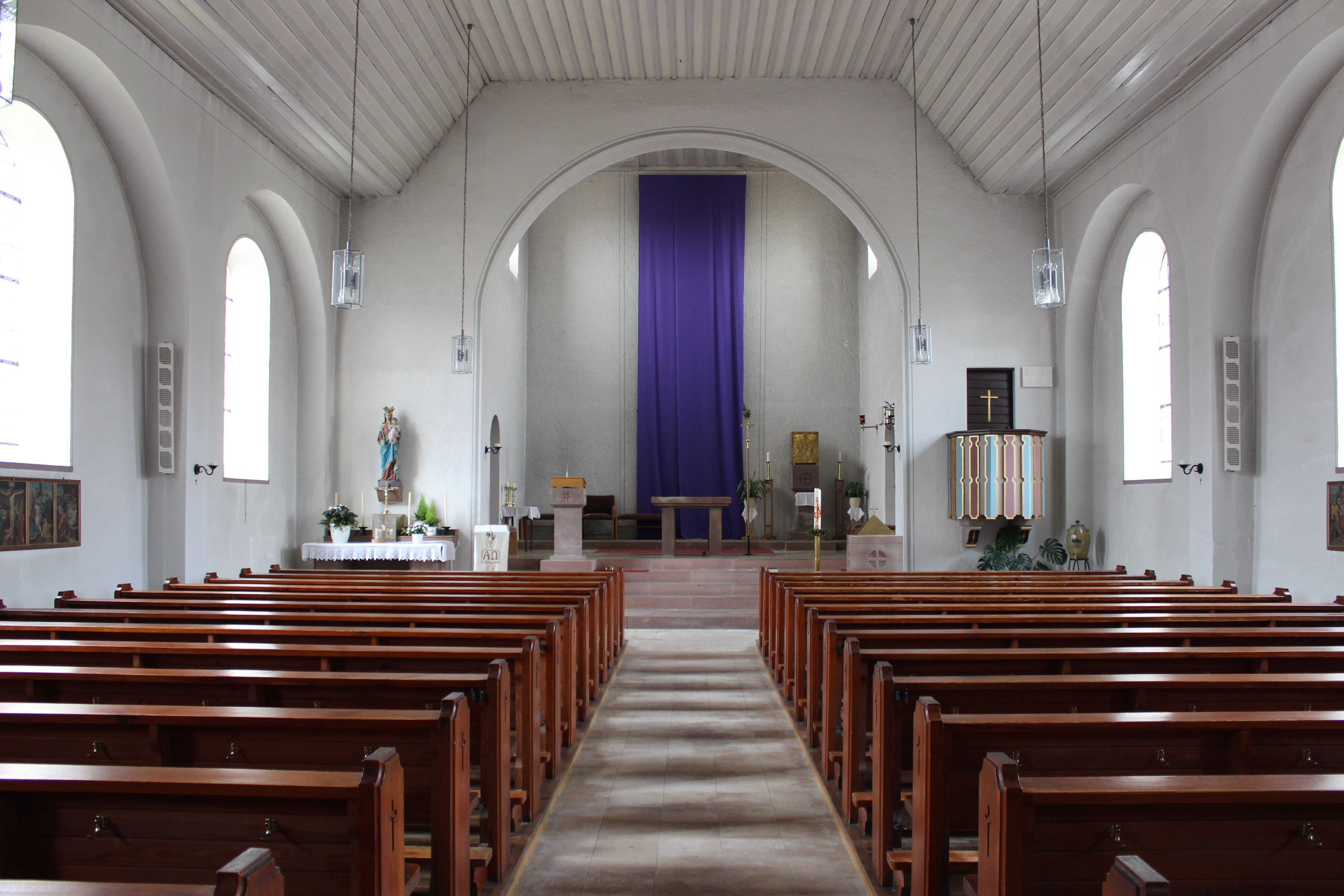
Blick ins Innere der Kirche

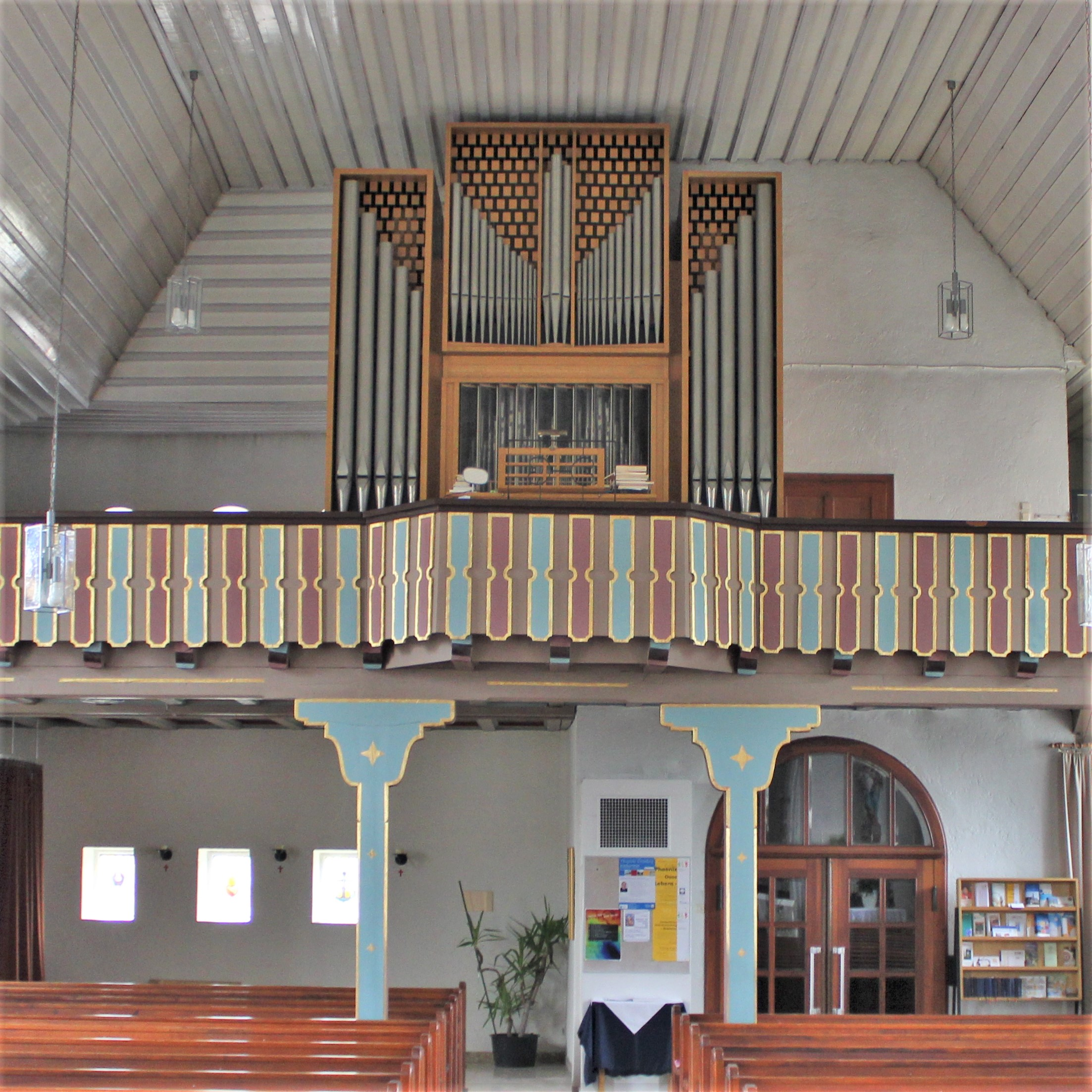
Blick zur Orgelempore

Die Kirche St. Remigius ist eine dem heiligen Remigius gewidmete katholische Kirche in Wittersheim, einem Ortsteil der Gemeinde Mandelbachtal, im saarländischen Saarpfalz-Kreis. In der Denkmalliste des Saarlandes ist die Kirche als Einzeldenkmal aufgeführt.

## Geschichte
Die Geschichte der Kirche lässt sich bis in die Anfangszeit des Christentums in der Region zurückverfolgen. In Wittersheim bestand bereits Mitte des 8. Jahrhunderts eine königlich-fränkische Pfarrei. Das romanische Kirchengebäude wurde im Laufe des Mittelalters gotisiert. Um 1770 erfolgte eine Erweiterung der Kirche zu einem barocken Saalbau. Doch bereits 1841–43 erforderten die Baufälligkeit des Kirchenschiffes und des Chorraums deren Abriss und den darauffolgenden Neubau. Bei allen Baumaßnahmen blieb der romanische Turm aus dem 13. Jahrhundert erhalten.
Heftige Kampfhandlungen gegen Ende des Zweiten Weltkrieges, die alle Gebäude des Dorfes entweder zerstörten oder stark beschädigten, verwüsteten Wittersheim. Die Kirche erlitt am 14. März 1945 zwei Bombentreffer. Als Folge blieben nur eine Seitenwand und ein Teil des Kirchturms aus dem 13. Jahrhundert stehen. 1948–50 erfolgte unter schwierigen Bedingungen der Wiederaufbau nach Plänen des Architekten Wilhelm Schulte jun. (Speyer). In den Neubau wurden die im Krieg nicht zerstörten Teile der Vorgängerkirche, also Teile des romanischen Turms und der Langhausmauer, integriert. Der Turm wurde um vier Meter erhöht und erhielt wie zuvor wieder einen Spitzhelm. Am 15. Oktober 1950 konnten der damalige Bischof von Speyer Joseph Wendel und Pfarrverweser Emil Brill das wiedererrichtete Gotteshaus einweihen.
2006 wurde die Kirche einer Restaurierung unterzogen.

## Ausstattung
Im Inneren der Kirche ist ein Altarbild des Künstlers Günther Daniel (Bad Kreuznach) von 1960 zu sehen. Dargestellt ist Christus als Herr des Himmels und der Erde.

### Orgel
Die Orgel wurde 1976 von der Firma Hugo Mayer (Heusweiler) gebaut und am 11. April des gleichen Jahres geweiht. Das Schleifladen-Instrument ist auf einer Empore aufgestellt und verfügt über 13 Register, verteilt auf zwei Manuale und Pedal. Die Spieltraktur ist mechanisch, die Registertraktur elektrisch. Die Disposition lautet wie folgt:
| I Hauptwerk C–g3 |            |       |
| 1.               | Rohrflöte  | 8′    |
| 2.               | Principal  | 4′    |
| 3.               | Offenflöte | 2′    |
| 4.               | Mixtur IV  | 1 ⁄3′ |
| 5.               | Trompete   | 8′    |

| II Brustwerk C–g3 (schwellbar) |               |        |
| 6.                             | Gemshorn      | 8′     |
| 7.                             | Spillflöte    | 4′     |
| 8.                             | Quinte        | 2 ⁄3′  |
| 9.                             | Principal     | 2′     |
| 10.                            | Terz          | 1 3⁄5′ |
| 11.                            | Cymbel II–III | 1′     |
|                                | Tremulant     |        |

| Pedal C–f1 |        |     |
| 12.        | Subbaß | 16′ |
| 13.        | Octave | 8′  |

- Koppeln: II/I, I/P, II/P

### Glocken
Im Turm befindet sich ein Geläut aus vier Glocken, das zu zwei Dritteln in Haussammlungen finanziert und 1957 von der Glockengießerei Hamm in Frankenthal gegossen wurde.
| Nr. | Name             | Ton  | Gewicht (kg) |
| --- | ---------------- | ---- | ------------ |
| 1   | Christus Erlöser | fis’ | 754          |
| 2   | St. Josef        | gis’ | 533          |
| 3   | St. Maria        | ais’ | 371          |
| 4   | St. Barbara      | cis’ | 273          |